# Nad Świsłoczą
Nad Świsłoczą – polskie czasopismo informacyjne, publicystyczne i literackie wydawane w latach 1912–1914 w Mińsku, początkowo w formie jednodniówki, a następnie tygodnika; skupiało się na tematyce lokalnej i wspieraniu polskości na Mińszczyźnie; razem ukazało się 8 jedniodniówek i 6 numerów tygodnika, z których ostatni został w całości skonfiskowany przez władze rosyjskie.

## Okoliczności powstania
Do 1905 roku na terytorium ziem zabranych wydawanie polskojęzycznej prasy było zabronione przez władze rosyjskie. W wyniku rewolucji 1905 roku doszło do liberalizacji prawa w tym zakresie. Imienny Ukaz Najwyższy co do przepisów tymczasowych o wydawnictwa peryodycznych 24 XI 1905 zniósł m.in. cenzurę prewencyjną prasy wychodzącej w miastach, a także zalegalizował wydawanie jej w językach narodowych, w tym polskim. Mieszkający na ziemiach zabranych Polacy wykorzystali tę możliwość przede wszystkim w Wilnie. W Mińsku natomiast wydawanie polskojęzycznej prasy napotykało na trudności i rozwijało się powoli. Przyczyną było małe zainteresowanie podejmowaniem tego typu inicjatyw ze strony miejscowych Polaków. Uzasadniano, że ich potrzeby zaspokaja już prasa wydawana w Wilnie. W tych warunkach polskojęzyczne wydawnictwa w Mińsku ograniczały się przede wszystkim do kalendarzy i jednodniówek. Te drugie wydawane były z reguły w okresach zwiększonej aktywności wspólnoty polskiej w tym mieście, np. w czasie zjazdów Mińskiego Towarzystwa Rolniczego.

## Jedniodniówka
Jedna z ukazujących się jednodniówek nosiła tytuł „Nad Świsłoczą”. Jej redaktorem był Włodzimierz Dworzaczek, działacz polski urodzony w Królestwie Polskim i mieszkający w Mińsku od kwietnia 1905 roku. Wyznawał on poglądy endeckie i był niepopularny w kręgach mińskich elit. Wydając jedniodniówkę, stawiał sobie za cel uświadomienie mińskiej społeczności polskiej o konieczności stworzenia miejscowej polskojęzycznej prasy. Zwalczał też panującą zasadę unikania tematyki lokalnej. „Nad Świsłoczą” pełniło funkcję informacyjną i publicystyczną. Dominowały w nim artykuły opisujące działalność polskich organizacji z Mińska i okolic, zazwyczaj utrzymane w tonie krytycznym. Nawoływano też m.in. do pielęgnowania polskości, np. w numerze z października 1913 roku, w artykule Swój, Swój do swego! zachęcano do kupowania w polskich sklepach, a w numerze z maja 1914 roku w artykule Sprawy wyznaniowe pisano o trudnościach stwarzanych przez władze rosyjskie ludziom pragnącym zmienić wyznanie. W 1914 roku na łamach „Nad Świsłoczą” wydrukowano kalendarz zawierający informacje o życiu guberni mińskiej. Ogółem od czerwca 1912 do maja 1914 roku ukazało się 8 numerów tej jednodniówki.

## Tygodnik
12 (25) października 1914 roku „Nad Świsłoczą” przekształciło się w tygodnik. Otrzymało przy tym podtytuł: Tygodnik. Organ polityczny, społeczny i literacki poświęcony sprawom Ziemi Mińskiej i Mohylewskiej. Jego redaktorem naczelnym pozostał Włodzimierz Dworzaczek. Czasopismo miało charakter lokalny i prowincjonalny, a skierowane było do Polaków zamieszkujących ziemię mińską i mohylewską. Redakcja deklarowała prezentowanie programu katolickiego, polskiego i bezpartyjnego. Podkreślano przy tym konieczność solidaryzmu narodowego, przez co na łamach pisma miały ukazywać się wyłącznie artykuły mające na celu korzyść polskości, odrzucane zaś miały być treści o charakterze antypolskim i szerzące zamęt w pojęciach społeczeństwa. Za taką uznano kwestię białoruskiego odrodzenia narodowego. W artykule redakcyjnym pierwszego numeru stwierdzono, że kwestia białoruska jest sztucznie podnoszona i jest fikcją narodowościową.
Na łamach tygodnika ukazywały się artykuły komentujące działalność polskich organizacji w Mińsku, takich jak Polskie Towarzystwo Gimnastyczne „Sokół” czy Polskie Towarzystwo „Oświata”. Pisano też o życiu towarzyskim mińskiej wspólnoty polskiej, prezentowano statystyki na temat udziału Polaków w produkcji rolnej i przemysłowej kraju. Publikowano także twórczość literacką mińskich Polaków, głównie S. Wierzbickiego.
Czasopismo deklarujące otwarcie walkę o polskie interesy narodowe na ziemiach zabranych traktowane było przez władze rosyjskie z niechęcią. 15 października 1914 roku cenzor Daszkiewicz w swoim raporcie uznał, że artykuły Białorusini, Z sądów i Pomoc dla Królestwa opublikowane dzień wcześniej w 5. numerze tygodnika, napisane są w szowinistycznym duchu polskim. Na tej podstawie 20 października czasopismo „Nad Świsłoczą” zostało zamknięte, a cały nakład przygotowanego numeru 6. został skonfiskowany.

## Po likwidacji
Po zamknięciu tygodnika „Nad Świsłoczą”, Włodzimierz Dworzaczek nie zrezygnował z działalności w dziedzinie polskiej prasy w Mińsku. Już na początku stycznia 1915 roku jego żona, Maria, wystąpiła z wnioskiem o zgodę na wydawanie nowego tygodnika pt. „Pogoń”. Pierwszy numer czasopisma ukazał się 7 marca 1915 roku.